# Gian Carlo Perego
Gian Carlo Perego (Vailate, 25 de novembro de 1960) é um clérigo italiano e arcebispo católico romano de Ferrara-Comacchio .

## Biografia

### Formação e ministério sacerdotal
Mons.Gian Carlo Perego nasceu em Vailate, na província e diocese de Cremona, em 25 de novembro de 1960, embora tenha crescido na vizinha Agnadello. Ele entrou no seminário episcopal de Cremona no outono de 1971, onde freqüentou o ensino médio e o ensino médio, e depois o estudo teológico. Ordenado sacerdote na catedral em 23 de junho de 1984, pela imposição das mãos de Dom Enrico Assi, obteve o bacharelado em teologia e no mesmo ano foi nomeado vigário coadjutor da paróquia de San Giuseppe em Cremona.
De 1984 a 1992 foi colaborador de Dom Enrico Assi e em 1993-1994 secretário de Dom Giulio Nicolini.
Nos anos 1986-1994 foi um dos fundadores e animadores em Cremona do Centro de Estudos sobre o desconforto juvenil e a marginalização e acompanhou o nascimento da cooperativa de serviços de acolhimento de imigrantes, com particular atenção aos requerentes de asilo.
Ele obteve a licenciatura em teologia sistemática em 1993-1994.
Nos anos 1994-1996, permaneceu em Roma, onde fez doutorado em Teologia Dogmática na Pontifícia Universidade Gregoriana. Desde setembro de 1996 é professor de Patrologia e Teologia Dogmática no seminário de Cremona e professor de Introdução à Teologia na Universidade Católica do Sagrado Coração.
De 1997 a 2002 foi Diretor da Caritas Diocesana de Cremona e Assistente diocesano da FUCI e do MEIC. De 2002 a 2006 foi chamado a Roma pela Caritas italiana como chefe da área nacional.
Desde 1 de outubro de 2006, ele foi contratado pela Caritas Italiana para estabelecer um centro de documentação unitário com os Migrantes e para cuidar da criação do arquivo para a história da Caritas na Itália.
Em 2009 foi nomeado capelão de Sua Santidade.
Desde 1 de dezembro de 2009 é diretor-geral da Fundação Migrantes, órgão do CEI, e desde 2012 consultor do Pontifício Conselho para a Pastoral dos Migrantes e Itinerantes.

### Ministério episcopal
No dia 15 de fevereiro de 2017, o Papa Francisco, aceitando a renúncia do arcebispo Luigi Negri por ter atingido o limite de idade, nomeou-o arcebispo de Ferrara-Comacchio e abade de Pomposa. 
Em 6 de maio, na catedral de Cremona recebe a ordenação episcopal pela imposição das mãos e a oração consagratória do bispo de Cremona Antonio Napolioni, co-consagradores Luigi Negri, arcebispo emérito de Ferrara-Comacchio, e Guerino Di Tora, bispo auxiliar de Roma, presidente da Comissão Episcopal para as Migrações e presidente da Fundação Migrantes.
Ele toma posse canônica da arquidiocese em 3 de junho de 2017 na catedral de Ferrara. No dia seguinte, preside a missa, solenidade de Pentecostes, na co-catedral de Comacchio. No dia 11 de junho seguinte, ele tomou posse da cadeira que outrora foi em San Guido como abade de Pomposa.
No dia 8 de dezembro de 2017, solenidade da Imaculada Conceição, entregou à arquidiocese a carta pastoral Imagens da Igreja, iniciando uma reforma da igreja de Ferrara-Comacchio à luz da exortação apostólica Evangelii Gaudium.

### Brasão e lema
As cores do brasão são ouro e azul. Na parte superior, um ramo verde de palmeira e uma lança, colocados em decusse, lembram os símbolos dos patronos da arquidiocese (San Cassiano e San Giorgio); na inferior, duas ondas prateadas (uma clara referência ao rio Pó que liga Cremona a Ferrara) e a estrela de sete pontas, símbolo de Maria.
As palavras do incipit da constituição apostólica Gaudium et Spes do Concílio Vaticano II foram escolhidas como lema episcopal.